# Ван дер Планкен, Корнель
Корнель ван дер Планкен (фр. Corneille нидерл. van der Plancken; 23 октября 1772, Брюссель — 9 февраля 1849, Брюссель) — бельгийский скрипач и композитор.
Учился в Брюсселе у Эжена Годшарля, занимался также на кларнете. С 1797 года был первой скрипкой в оркестре Брюссельской оперы (спорадически выступал и как дирижёр), а в дальнейшем также придворным скрипачом при брюссельском дворе короля Нидерландов Виллема I.  В 1827 году был назначен директором Королевской школы музыки в Брюсселе (вместе с Шарлем Луи Жозефом Ханссенсом).
Утверждается, что ван дер Планкена высоко ценил Джованни Баттиста Виотти, не упускавший возможности совместного музицирования с ним во время приездов в Брюссель. Был известен как музыкальный педагог, среди его учеников, в частности, Андре Робберехтс и Жозеф Франсуа Снель; под руководством ван дер Планкена также сделал первые шаги в музыке Адриан Франсуа Серве.